# Grammomys aridulus
Grammomys aridulus  (Thomas & Hinton, 1923) è un roditore della famiglia dei Muridi endemico del Sudan.

## Descrizione
Roditore di piccole dimensioni, con la lunghezza della testa e del corpo tra 110 e 116 mm, la lunghezza della coda tra 181 e 188 mm, la lunghezza del piede tra 23 e 24 mm, la lunghezza delle orecchie di 18 mm e un peso fino a 46 g.

Le pari superiori sono color ocra pallido, striato di marrone scuro, più brillante e chiaro lungo i fianchi e sul fondoschiena. Il capo e la nuca sono più opache e grigiastre. Una piccola macchia bianca è presente sotto ogni orecchio. Le parti inferiori sono color crema. La linea di demarcazione lungo i fianchi è netta. Le orecchie sono fulvo-ocracee brillanti. La parte esterna degli avambracci e il dorso delle zampe sono giallo-crema. La coda è molto più lunga della testa e del corpo, bruno-nerastra sopra, biancastra sotto.

## Biologia

### Comportamento
È una specie arboricola e notturna.

## Distribuzione e habitat
Questa specie è endemica dell'ammasso roccioso del Jebel Marra, nella savana del Sudan occidentale.
Vive nelle boscaglie tra le zone rocciose.

## Conservazione
La IUCN Red List, considerata l'incertezza sulla sua storia naturale e le eventuali minacce, classifica G.aridulus come specie con dati insufficienti (DD).